# Regione Nordorientale (Macedonia del Nord)
La Regione Nordorientale è una delle regioni statistiche della Macedonia del Nord, situata nella parte nordorientale del paese confina con Bulgaria e Serbia. Comprende 6 comuni.

## Comuni

I comuni della regione

1. Kratovo
2. Kriva Palanka
3. Kumanovo
4. Lipkovo
5. Rankovce
6. Staro Nagoričane

## Società

### Evoluzione demografica
In base al censimento del 2002 la regione conta 173.814 abitanti.
| Anno | Popolazione | Differenza |
| ---- | ----------- | ---------- |
| 1994 | 163,841     | N/A        |
| 2002 | 173,814     | +6.84%     |

### Etnie e minoranze straniere

Mappa dei gruppi etnici di maggioranza nella regione.

In base al censimento del 2002 la popolazione è così divisa dal punto di vista etnico:
|          | Numero   | %     |
| TOTALE   | 173, 814 | 100   |
| Macedoni | 102,108  | 58.74 |
| Albanesi | 53,650   | 30.86 |
| Serbi    | 10,479   | 6.02  |
| Rom      | 5,132    | 2.95  |
| altri    | 2,445    | 1.40  |